# رابرت میچام
رابرت چارلز درمن میچِم (به انگلیسی: Robert Charles Durman Mitchum) بازیگر و خواننده آمریکایی (زاده ۶ اوت ۱۹۱۷ در بریجپورت، کنتیکت – درگذشته اول ژوئیه ۱۹۹۷ در سانتا باربارا، کالیفرنیا بر اثر سرطان ریه).

## زندگی

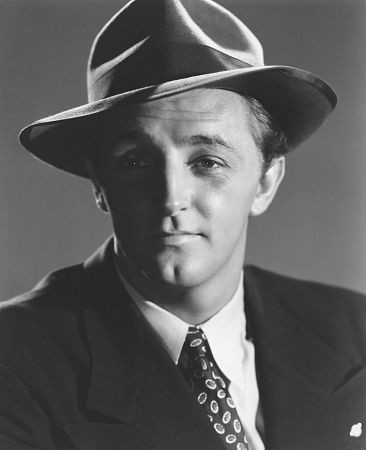

پدرش کارگرِ کارخانه کشتی‌سازی و راه‌آهن و مادرش از مهاجران نروژ ی بود تنها دو سال داشت که پدرش درگذشت و دوران کودکی بسیار سختی را گذراند مادرش تنها با کمک‌های دولتی زندگی می‌کرد و در نهایت به نزد خانواده‌اش در کنتیکت بازگشت و با یک افسر سابق ارتش بریتانیا ازدواج کرد. خواهر رابرت، آنت (Annette) نیز هنرپیشه بود و با نام هنری جولی میچِم (Julie Mitchum) بازی می‌کرد.
رابرت دوران رکود اقتصادی را با مشاغل گوناگون سپری کرد چون بپای باشگاه شبانه، کارگر معدن زغال سنگ، و مشت زن حرفه‌ای. با همکلاسی‌اش ازدواج کرد و تا آخر عمر در کنار هم ماندند. سرانجام در شرکت هواپیماسازی لاک هید استخدام شد و دوران فراغتش را هم به تئاتر اختصاص داد. در فیلم درجه ب از وسترن گرفته تا جنگی و درام هم ظاهر شد. حتی در استادان رقص لورل و هاردی ۱۹۴۳ هم بازی کرد. کم‌کم در فیلم‌های درجه الف هم ظاهر شد و با بازی در نقش یک ستوان در فیلم سرگذشت سرباز جو نامزد دریافت جایزه اسکار بهترین بازیگر نقش مکمل مرد شد.
او که از بازیگران فیلم نوآر بود به مدد چهره‌اش در نقش آدم‌های خشن و سرد به محبوبیت رسید. با چشمان خماری که ناشی از جراحتی بود که در مشت زنی برداشته بود. دو پسرش جیمز و کریستوفر هم هنرپیشه سینما هستند.

## فیلم‌های برگزیده

### دهه ۱۹۴۰

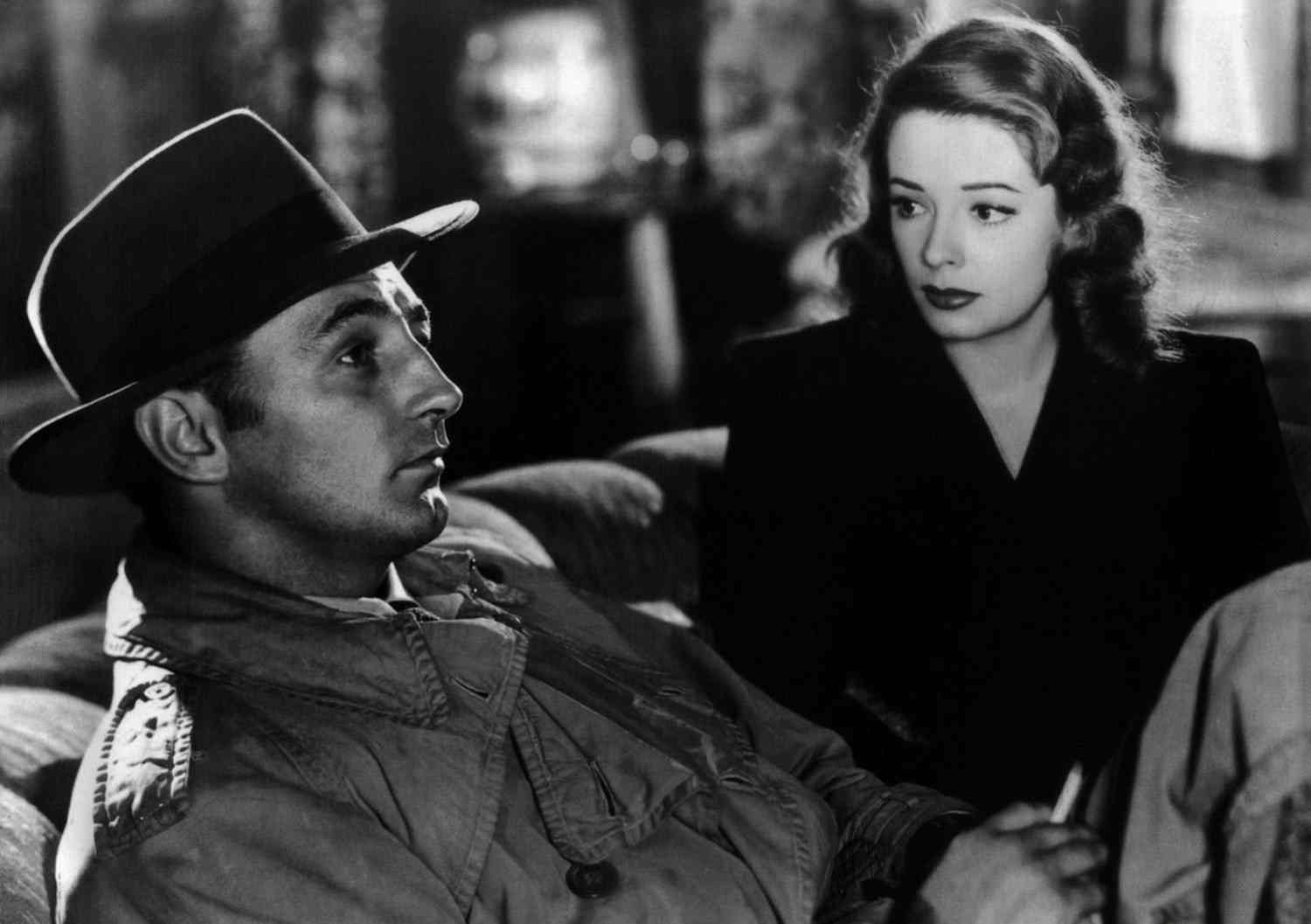
با جین گریر در از درون گذشته (۱۹۴۷)

| سال  | عنوان                        | نقش                     | یادداشت                 |
| ---- | ---------------------------- | ----------------------- | ----------------------- |
| ۱۹۴۳ | کمدی انسانی                  | Quentin "Horse" Gilford | نقش جزئی                |
| ۱۹۴۳ | کشتی مین‌روب                  | Seaman Chuck Ryan       | نقش جزئی                |
| ۱۹۴۴ | جانی دیگه اینجا زندگی نمی‌کنه | CPO Jeff Daniels        |                         |
| ۱۹۴۴ | سی ثانیه بر فراز توکیو       | Bob Gray                |                         |
| ۱۹۴۴ | نوادا                        | Jim "Nevada" Lacy       |                         |
| ۱۹۴۵ | سرگذشت سرباز جو              | Lt. Walker              |                         |
| ۱۹۴۶ | گردن‌بند                      | Norman Clyde            |                         |
| ۱۹۴۷ | آتش متقاطع                   | Keeley                  |                         |
| ۱۹۴۷ | از درون گذشته                | Jeff                    | موسوم به ساختن چوبه دار |
| ۱۹۴۸ | خون در ماه                   | Jim Garry               |                         |
| ۱۹۴۹ | اسب سرخ                      | Billy Buck              |                         |
| ۱۹۴۹ | سرقت بزرگ                    | Lt. Duke Halliday       |                         |

### دهه ۱۹۵۰

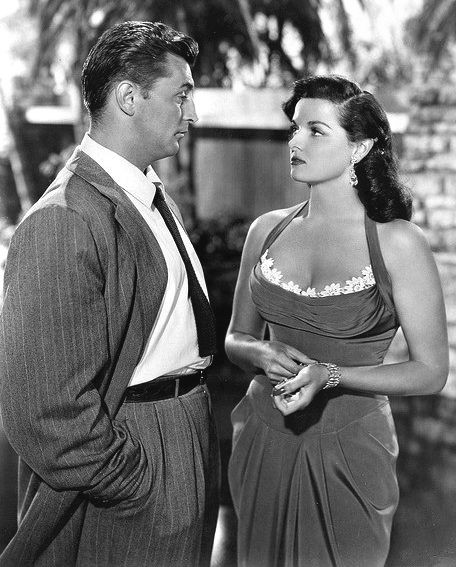
با جین راسل در His Kind of Woman (1951)

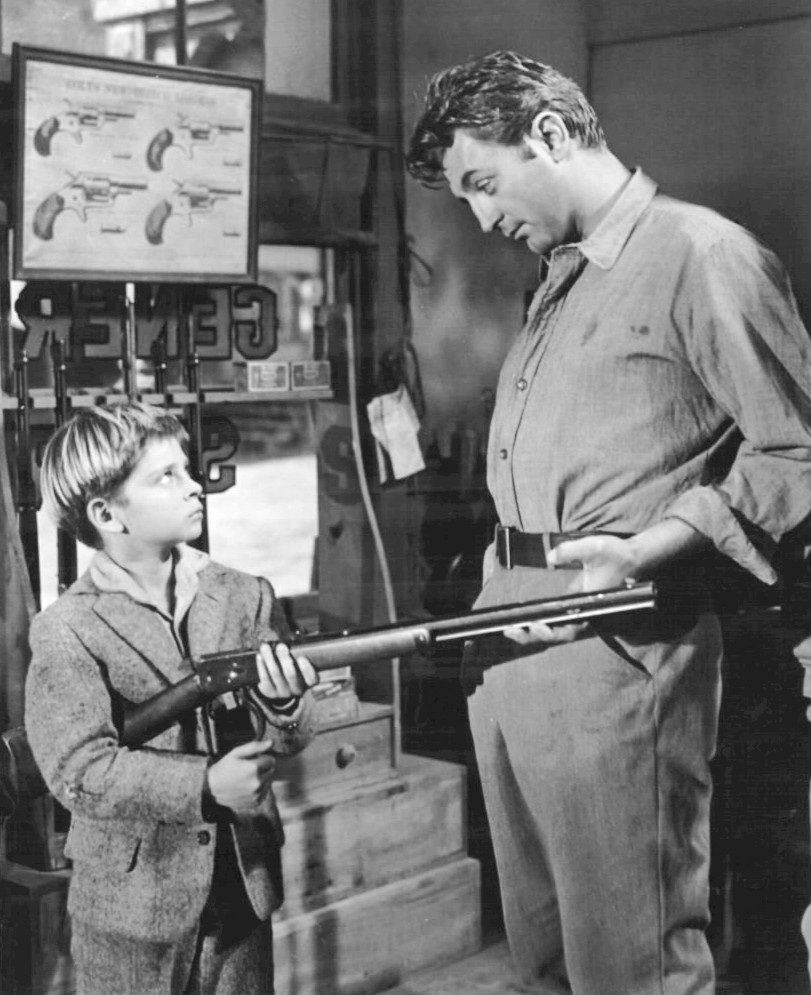
با تامی رتیگ در رود بی‌بازگشت (۱۹۵۴)

| سال  | عنوان                   | نقش                 | یادداشت |
| ---- | ----------------------- | ------------------- | ------- |
| ۱۹۵۲ | ماکائو                  | Nick Cochran        |         |
| ۱۹۵۲ | فرشته صورت              | Frank Jessup        |         |
| ۱۹۵۴ | رود بی‌بازگشت            | Matt Calder         |         |
| ۱۹۵۵ | شب شکارچی               | Harry Powell        |         |
| ۱۹۵۷ | خدا می‌داند، آقای الیسون | Cpl. Allison, USMC  |         |
| ۱۹۵۸ | شکارچیان                | Major Cleve Saville |         |

### دهه۱۹۷۰–۱۹۶۰

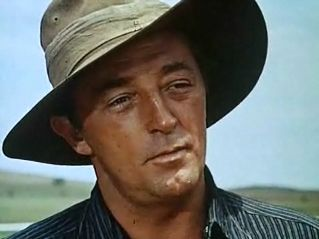
در کوچ‌نشین‌ها (۱۹۶۰)

| سال  | عنوان                | نقش                           | یادداشت                   |
| ---- | -------------------- | ----------------------------- | ------------------------- |
| ۱۹۶۰ | کوچ‌نشین‌ها            | Paddy Carmody                 |                           |
| ۱۹۶۰ | چمن همسایه سبزتر است | Charles Delacro               |                           |
| ۱۹۶۲ | تنگه وحشت            | Max Cady                      |                           |
| ۱۹۶۲ | طولانی‌ترین روز       | سرتیپ Norman Cota             |                           |
| ۱۹۶۲ | الاکلنگ دونفره       | Jerry Ryan                    |                           |
| ۱۹۶۳ | فهرست آدریان مسنجر   | Slattery                      | تک‌جلوه                    |
| ۱۹۶۴ | چه راهی برای رفتن!   | Rod Anderson, Jr.             |                           |
| ۱۹۶۷ | مسیر غرب             | Dick Summers                  |                           |
| ۱۹۶۷ | ال دورادو            | El Dorado Sheriff J.P. Harrah |                           |
| ۱۹۶۸ | وحشی سواران          | Lee Arnold                    |                           |
| ۱۹۶۸ | آنتسیو               | Dick Ennis                    | موسوم به نبرد برای آنتسیو |
| ۱۹۶۸ | مراسم محرمانه        | Albert                        |                           |
| ۱۹۷۰ | دختر رایان           | Charles                       |                           |
| ۱۹۷۳ | دوستان ادی کویل      | Eddie "Fingers" Coyle         |                           |
| ۱۹۷۵ | بدرود خوشگل من       | مارلو                         |                           |
| ۱۹۷۶ | میدوی                | Admiral William F. Halsey     |                           |
| ۱۹۷۶ | آخرین سرمایه‌دار بزرگ | Pat Brady                     |                           |
| ۱۹۷۸ | متیلدا               | Duke Parkhurst                |                           |
| ۱۹۷۹ | عبور از مرز جهنم     | Col. Rogers                   |                           |

### دهه ۱۹۹۰–۱۹۸۰
| سال  | عنوان     | نقش               | یادداشت |
| ---- | --------- | ----------------- | ------- |
| ۱۹۸۴ | سفیر      | Peter Hacker      |         |
| ۱۹۹۱ | تنگه وحشت | Lieutenant Elgart |         |
| ۱۹۹۳ | توم‌استون  | راوی              | صدا     |
| ۱۹۹۵ | مرد مرده  | John Dickinson    | [ ۳ ]   |

## تلویزیون
| سال  | عنوان        | نقش                | یادداشت                              |
| ---- | ------------ | ------------------ | ------------------------------------ |
| ۱۹۸۷ | ایکوالایزر   | Richard Dyson      | اپیزود: "Mission: McCall: بخش ۱ و ۲" |
| ۱۹۸۸ | جنگ و یادبود | Victor 'Pug' Henry | مینی‌سریال (۱۲ اپیزود)                |